# Рютінг
Рютінг (нім. Rüting) — громада в Німеччині, розташована в землі Мекленбург-Передня Померанія. Входить до складу району Північно-Західний Мекленбург. Складова частина об'єднання громад Грефесмюлен-Ланд.
Площа — 15,15 км2. Населення становить 525 ос. (станом на 31 грудня 2020).